# Stanisław Czesławski
Stanisław Czesławski s. Apolinarego (zm. 13 listopada 2006) – polski wojskowy, pułkownik ludowego Wojska Polskiego.

## Życiorys
Podczas II wojny światowej pomocnik szefa sztabu ds. ewidencji 4 pułku piechoty . Po wojnie służył w nowo powołanej formacji granicznej Wojska Ochrony Pogranicza. Pełnił w niej min. funkcję dowódcy 4 Brygady WOP w Gliwicach od 1 lipca 1953 roku do 15 września 1955 roku, a od 1 grudnia 1956 roku do 20 kwietnia 1958 roku 9 Lubuskiej Brygady WOP w Krośnie Odrzańskim.
Kawaler Orderu Krzyża Grunwaldu III klasy.

## Odznaczenia
- Order Krzyża Grunwaldu III klasy[2]
- Krzyż Kawalerski Orderu Odrodzenia Polski
- Złoty Krzyż Zasługi
- Krzyż Walecznych[2]
- Srebrny Krzyż Zasługi
- Medal 30-lecia Polski Ludowej
- Złoty Medal „Siły Zbrojne w Służbie Ojczyzny”
- Srebrny Medal „Siły Zbrojne w Służbie Ojczyzny”
- Brązowy Medal „Siły Zbrojne w Służbie Ojczyzny”
- Brązowy Medal „Za zasługi dla obronności kraju”
- Order Czerwonej Gwiazdy[2] .